# Miamor perdido
Miamor perdido es una comedia romántica del año 2018 dirigida por Emilio Martínez Lázaro y protagonizada por Dani Rovira y Michelle Jenner.

## Sinopsis
Mario y Olivia son dos jóvenes que se enamoran locamente después de un encuentro casual. Una tarde, planteándose que toda relación se acaba, terminan rompiendo. Durante la bronca, Miamor, el gato callejero adoptado por ambos y que sólo atiende si le hablan en valenciano, se escapa y desaparece, como el amor que les unía. 
Durante un tiempo, Olivia dará por muerto a Mario, quien se convierte en un actor famoso, y al gato, mientras este último lo mantiene con vida a escondidas. Como Miamor, el amor entre los dos permanece vivo y muerto al mismo tiempo, hasta que un buen día, en el que parece haber resucitado definitivamente, Olivia se siente víctima de un engaño y decide declararle a Mario la guerra; una en la que, como en el amor que aún respira, todo puede valer.

## Reparto
- Dani Rovira como Mario.
- Michelle Jenner como Olivia.
- Vito Sanz como Ernesto.
- María Hinojosa como Eva.
- Antonio Resines como Funcionario.
- Will Shephard como Matt Salerno.
- Pablo Carbonell como Danny.
- Daniel Pérez Prada como Augusto.
- Maite Sandoval como Madre Olivia.
- Antonio Dechent como Padre Olivia.
- Javivi como Veterinario.
- Mariona Terés como Limpiadora.
- Almar G. Sato como Marian.
- Veki Velilla como Mabel.